# Roman Vartolomeu
Roman Vartolomeu (n. 9 mai 1950, Mahmudia, Tulcea, România) este un caiacist român, laureat cu argint la Jocurile Olimpice de vară din 1972 de la München în proba de K-4 1000 m, alături de Atanasie Sciotnic, Vasile Simioncenco și Mihai Zafiu. A cucerit și medalia de bronz la Campionatul Mondial din 1973 de la Tampere. După ce s-a retras, a devenit antrenor la clubul său, CSA Steaua.

## Legături externe
Materiale media legate de Roman Vartolomeu la Wikimedia Commons
- Roman Vartolomeu la Comitetul Olimpic și Sportiv Român (arhivat)
- en Roman Vartolomeu la Olympedia.org